# Bruce Rioch
Bruce David Rioch (ur. 6 września 1947 w Aldershot, Anglia) – szkocki trener piłkarski i piłkarz.
Rioch w swojej bogatej karierze piłkarskiej reprezentował barwy takich klubów jak Aston Villa czy Everton, zaś zakończył ją w wieku lat 37. W reprezentacji Szkocji rozegrał 24 spotkania, w których zdobył 6 bramek.
Później, już jako trener, prowadził m.in. Arsenal F.C., zaś jego ostatnim miejscem pracy był duński Aalborg.